# Cota jailensis
Cota jailensis (роман яйлинський як Anthemis jailensis) — вид рослин із родини айстрових (Asteraceae).

## Біоморфологічна характеристика
Це багаторічна рослина 20–50 см заввишки. Сегменти перисторозсічених листків 2–4 мм завширшки, глибоко гребінчасто-зубчасті, зубчики коротко загострені. Кошик 2.5–4 см у діаметрі. Листочки обгортки з перетинчастою бурою облямівкою по краю. Період цвітіння: липень і серпень.

## Середовище проживання
Зростає у Криму, Україна.
В Україні зростає на кам'янистих гірських луках та лісових галявинах — на яйлах та в поясі букових лісів, досить рідко; ендемік Криму.